# 摩洛哥伊斯蘭教
伊斯蘭教是摩洛哥最大宗教，99%人口信仰，大多數人遵循馬里基派法學。

## 歷史
伊斯蘭教最早是通過阿拉伯人入侵傳入，公元680年阿拉伯將領烏巴克·伊本·納夫入侵摩洛哥，之後一直置於阿拉伯人統治。後來形成幾個更強大的柏柏爾人本土伊斯蘭王朝統治了全國各地。其中有穆拉比特王朝，第一個統一摩洛哥，阿爾及利亞、以及西非，西班牙地區的王朝。這穆拉比特王朝在摩洛哥推行馬里基派法學最突出。
正統的伊斯蘭教遜尼派在全國各地普遍實行。在2008年，摩洛哥政府指責伊朗大使館在摩洛哥引進什葉派時，伊朗與摩洛哥的聯繫也幾乎中斷。

## 實踐
在摩洛哥穆斯林主要是遵循馬利基教法學派。